# Young Ones
Young Ones também conhecido como Bad Land: Road to Fury (Brasil: Os Mais Jovens ) é um filme coproduzido pela Irlanda, África do Sul e Estados Unidos de ação e ficção científica pós-apocalíptica. Teve estreia em 18 de janeiro de 2014 no Festival Sundance de Cinema.

## Sinopse
Em um apocalipse pós-seca nos Estados Unidos, as pessoas matam por água. Ernest Holm vive com seu filho e filha Mary Jerome em sua casa e no campo. Sua esposa foi envolvida em um acidente mais cedo e agora está permanentemente hospitalizada em uma instalação onde ela pode andar enquanto ligada a um quadro especial. Enquanto todo mundo tem deixado a área, Ernest permanece, acreditando que a terra vai crescer mais uma vez com apenas irrigação. Ernest obtém água para sua família, entregando suprimentos para os "homens de água", que extraem água de poços profundos através de um acordo do governo. Quando sua mula quebra as pernas e ele tem que matá-la, Ernest vai até a casa de leilões de Sam e compra uma máquina de suporte robótico chamado Simulit Shadow, ou "Sim", para substituí-lo, batendo as ofertas de Flem, o próprio filho de Sam, um jovem homem perturbado que tem visto Mary sem o consentimento de Ernest.

## Elenco
- Michael Shannon ... Ernest Holm
- Nicholas Hoult ... Flem Lever
- Elle Fanning ... Mary Holm
- Kodi Smit-McPhee ... Jerome Holm
- Robert Hobbs ... Caleb Moore
- David Butler ... Sam Lever
- Aimee Mullins ... Katherine Holm
- Christy Prankhurst ... Robbie
- Alex McGregor ... Sooz
- David Clatworthy ... Calvin Hooyman
- Liah O'Prey ... Anna

## Recepção
Young Ones teve recepção mista por parte da crítica especializada. Com base em 13 avaliações profissionais, alcançou uma pontuação de 47 em 100 no Metacritic. Geoff Berkshire da Variety escreveu, "visualmente rico, dramaticamente reposto". David Rooney do The Hollywood Reporter: "Há um pouco de refresco em oferta", "apesar do elemento distintivo do seu ambiente rural retrô." Jeannette Catsoulis do The New York Times chamou de "melodrama de reposição, mas potente" que incide sobre a violência masculina. Robert Abele do Los Angeles Times escreveu que "se perde em meio a uma miscelânea de estilos de filme".